# Заступник губернатора Мату-Гросу-ду-Сул
Офіс віцегубернатора Мату-Гросу-ду-Сул ( порт. Vice-governador do Mato Grosso do Sul) вже тримали дев’ять різних осіб, першим був Рамез Тебет, а останнім – Муріло Зауіт. Він є другою за впливом посадою в Мату-Гросу-ду-Сул, поступаючись лише губернатору Мату-Гросу-ду-Сул.
Конституція штату 1989 року визначає, що головною функцією віцегубернатора є заміна губернатора у разі випадкової відсутності та перешкод, на додаток до допомоги йому, коли його викликають для спеціальних місій.
Після вступу на посаду він дає присягу підтримувати та захищати федеральну конституцію та конституції штатів, національні закони та закони штатів, цілісність Союзу та незалежність країни. Лейтенант-губернатор автоматично обирається разом із губернатором кожні чотири роки, при цьому за нього не подаються голоси безпосередньо, він обирається почергово. Цю систему було запроваджено, щоб віцегубернатор не належав до опозиційної партії губернатора.
Незважаючи на те, що штат було засновано в 1979 році з інавгурацією Гаррі Аморіма Коста, посада віцегубернатора була офіційно оформлена лише після перших виборів штату в Бразилії після більш ніж двох десятиліть, у 1982 році. За його відсутності президент Законодавчих зборів був наступним у черзі спадкоємства.

## Список
| Номер                                  | Ім'я            | Зображення | Початок терміну      | кінець терміну       | зламаний                                    | Губернатор                      | Література та примітки |
| Військовий режим 1964 року (1964-1985) |                 |            |                      |                      |                                             |                                 |                        |
| 1                                      | Рамез Тебет     |            | 15 березня 1983 року | 14 травня 1986 року  | Бразильська партія демократичного руху PMDB | Вілсон Барбоза Мартінс          |                        |
| New Republic (1985–тепер)              |                 |            |                      |                      |                                             |                                 |                        |
| '                                      | Розпливчастий   |            | 14 травня 1986 року  | 14 березня 1987 року |                                             | Рамез Тебет                     |                        |
| два                                    | Джордж Такімото |            | 15 березня 1987 року | 14 березня 1991 року | Партія Ліберального фронту ПФЛ              | Марсело Міранда Соарес          |                        |
| 3                                      | Арі Ріго        |            | 15 березня 1991 року | 1 січня 1995 року    | Соціально-трудова партія PST                | Педро Педросян                  |                        |
| 4                                      | Браз Мело       |            | 1 січня 1995 року    | 3 травня 1996 року   | Бразильська соціал-демократична партія PSDB | Вілсон Барбоза Мартінс          |                        |
| '                                      | Розпливчастий   |            | 3 травня 1996 року   | 1 січня 1999 року    |                                             | Вілсон Барбоза Мартінс          |                        |
| 5                                      | Моацір Коль     |            | 1 січня 1999 року    | 1 січня 2003 року    | Лейбористська демократична партія PDT       | Хосе Орсіріо Міранда душ Сантуш |                        |
| 6                                      | Егон Крахече    |            | 1 січня 2003 року    | 1 січня 2007 року    | Робітнича партія PT                         | Хосе Орсіріо Міранда душ Сантуш |                        |
| 7                                      | Муріло Заут     |            | 1 січня 2007 року    | 1 січня 2011 року    | Партія Ліберального фронту ПФЛ              | Андре Пучінеллі                 |                        |
| 8                                      | Симона Тебет    |            | 1 січня 2011 року    | 1 січня 2015 року    | Бразильська партія демократичного руху PMDB | Андре Пучінеллі                 |                        |
| 9                                      | Роза Модесто    |            | 1 січня 2015 року    | 1 січня 2019 р       | Бразильська соціал-демократична партія PSDB | Рейнальдо Азамбуджа             |                        |
| 10                                     | Муріло Заут     |            | 1 січня 2019 р       | присутній            | Демократи DEM                               | Рейнальдо Азамбуджа             |                        |